# كارباييدا دي فالديوراس
بلدية كارباييدا دي فالديوراس (بالإسبانية: Carballeda de Valdeorras) هي بلدية تقع في مقاطعة أورينسي التابعة لمنطقة غاليسيا شمال غرب إسبانيا.

## الديموغرافيا
بلغ عدد سكان بلدية كارباييدا دي فالديوراس 1.819 نسمة عام 2011 (وفقاً للمعهد الوطني للإحصاء الإسباني).
| 2.397 | 2.354 | 2.212 | 2.041 | 1.947 | 1.870 | 1.819 |